# كالسوي
كالسوي هي جزيرة تقع شمال شرق جزر فارو.تم تصوير بعض مشاهد فيلم جيمس بوند لا وقت للموت في الجزيرة.